# AS-101

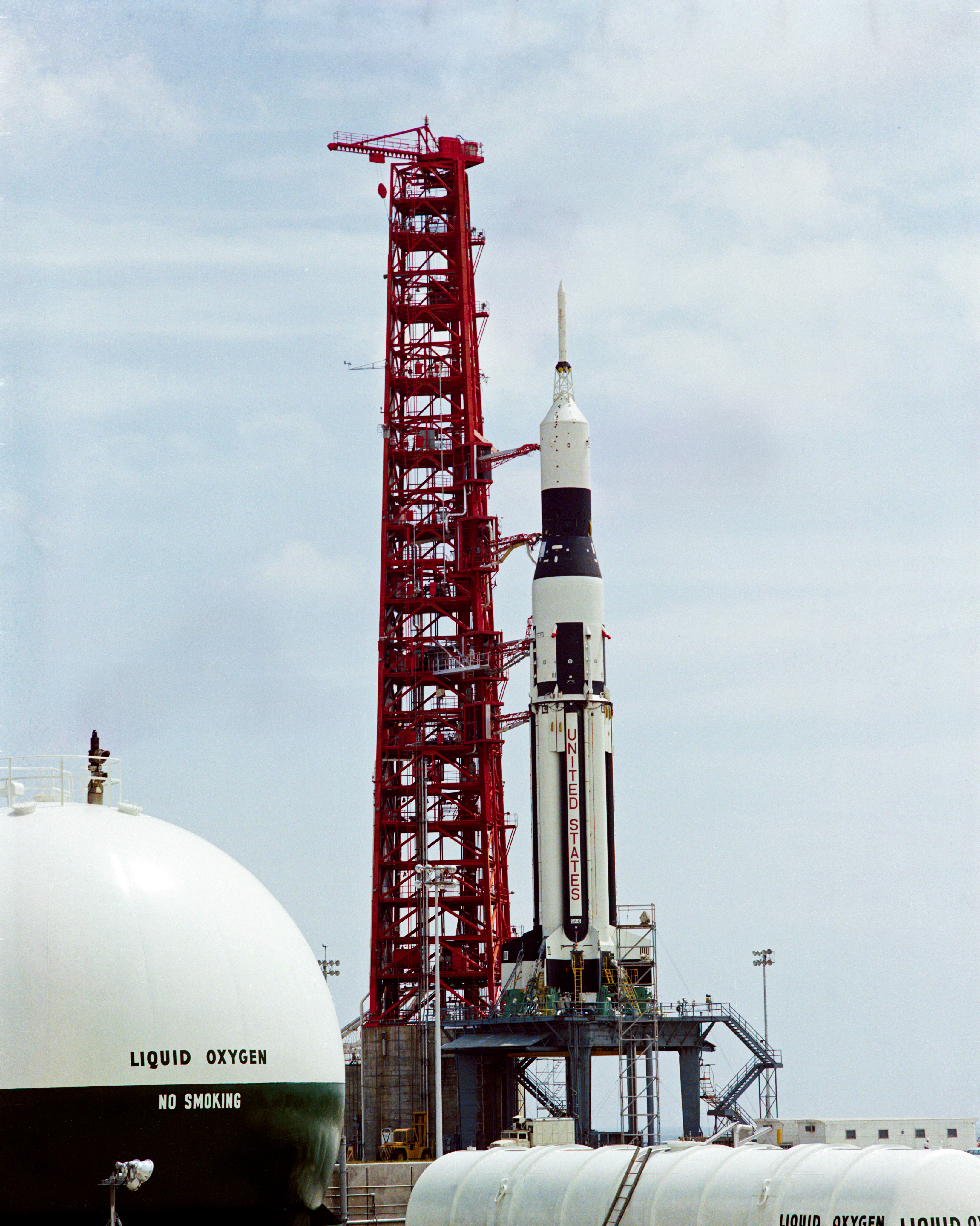
발사대기중인 A-101

A-101은 SA-6이라고도 하며, 미국의 아폴로 계획에 의해 처음으로 아폴로 사령선·기계선의 모형을 탑재한 새턴 I 로켓의 발사 시험이다.

## 개요
새턴 I 로켓의 최초의 5회의 발사 실험에서는, 둘째 단 부분에는 모두 주피터 C 로켓의 첨단 장비가 탑재되고 있었다. 하지만 달 비행 계획을 속히 진행시키기 위해서는, 아폴로 사령선·기계선을 탑재해도 비행 가능한 것을 증명해야 했다. 그 때문에 A-101에는, 형태·중량·중심 등 모든 것이 인간을 탑승시켰을 경우와 동등하게 만들어진 사령선과 비상 탈출 로켓의 모형이 탑재되었다. 또 사령선에는 116기의 계측 기기가 탑재되어 압력·응력·가속 등 여러 가지 데이터가 송신되었다.

## 비행
1964년 5월 28일, A-101은 케이프 커내버럴 LC-37B 발사대로부터 발사되었다. 발사 전에 액체 산소의 증기가 경위의의 관측용의 창을 흐리게 해 버렸기 때문에 약간의 지연이 생겼지만, 컴퓨터 담당자가 큰 문제는 아니라고 판단했기 때문에 발사가 진행되었다.
발사로부터 76.9초가 경과했을 때, 제1단의 제8엔진이 예정보다 빨리 연소를 정지해 버렸다. 이것은 SA-4 때와 같이 계획되고 있던 것은 아니었지만, 자동제어장치가 완벽하게 작동해 나머지의 엔진이 예정보다 2.7초 길게 연소하도록 했기 때문에, 로켓은 예정 그대로 궤도에 올랐다. 이것은 기술자들에게 있어서는 "성공적인 오산"이었다.
제1단 로켓이 분리되고, 제2단이 점화된 몇 초 후에는 비상 탈출 로켓도 분리되었다. 제1단 분리의 모습은 기체에 탑재된 8대의 카메라로 촬영되었고, 필름은 대서양 상에서 회수되었다.
제2단 로켓은 발사로부터 634.5초 후에 예정보다 1.26초 빨리 연소를 정지해, 둘째 단 로켓과 사령선의 모형은 182 km에서 227 km 까지의 타원 궤도에 올랐다. 사령선의 모형은 지구를 4바퀴 돌고 배터리가 정지할 때까지 데이터를 계속 송신했다. 1964년 6월 1일에 지구를 54바퀴 돈 시점에서 대기권에 재돌입해, 태평양상의 칸톤 섬(Kanton Island) 동부에 추락했다.

## 엔진 정지의 원인
제1단의 제8엔진이 예정보다 빨리 연소를 정지한 것은, 연료 펌프의 톱니바퀴의 하나의 톱니가 빠져 버렸던 것이 원인인 것이 밝혀졌지만, 그만큼 큰 문제가 아니었고, 즉시 개선되었기 때문에 그 후의 계획에는 지장을 주지 않았다. 후에 H-1 엔진이 등장할 때까지, 이것이 S-IV 로켓에 발생한 유일한 고장이었다.